# Aléa naturel
Pour un article plus général, voir Aléa.
Ne doit pas être confondu avec Risque naturel.

Carte des aléas volcaniques autour du mont Rainier
Coulées de laves et coulées pyroclastiques
Lahars de grande taille (Type Electron)
Lahars de taille moyenne
Coulées de boue de petite taille (généralement non associées au volcanisme)
Inondations induites par des lahars
Zone inondable en cas de la rupture du barrage Alder
- Limites de comtés
- Limites du parc national du mont Rainier

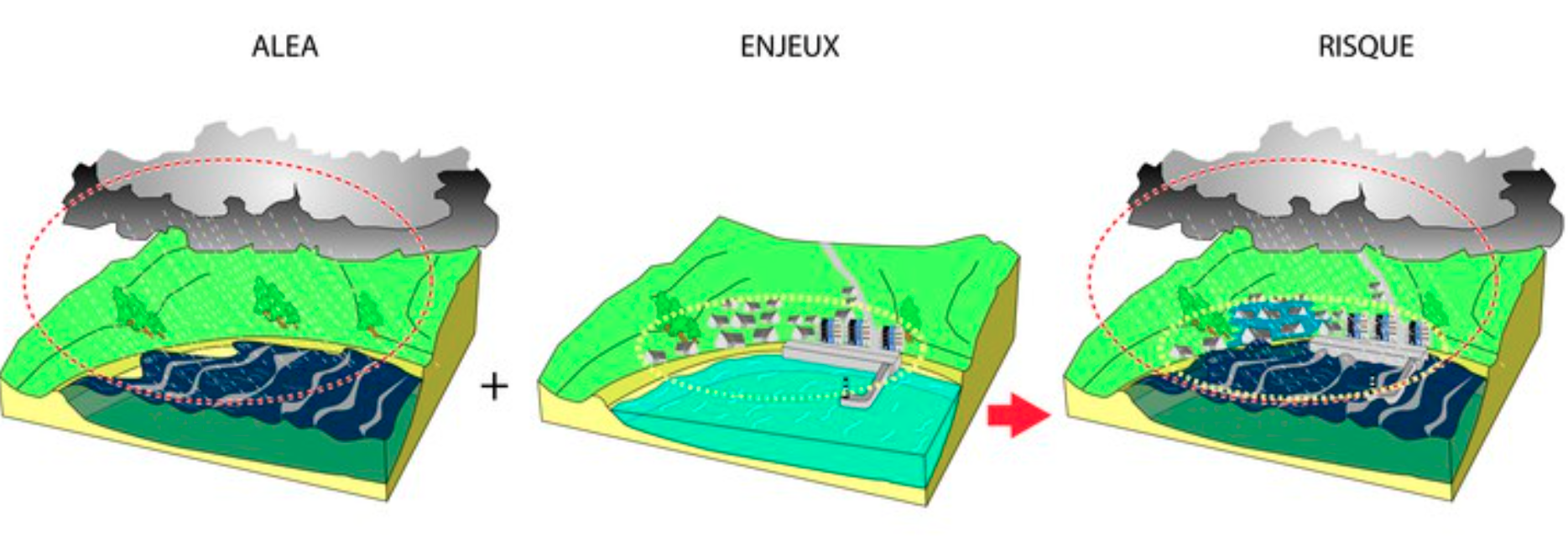
Schéma d'explication des liens entre aléa, vulnérabilité des enjeux et risque. Exemple d'aléa côtier, la submersion, qui naît du croisement entre un aléa et d'enjeux exposés à l'aléa.

« Aléa naturel », est un terme très usité dans la littérature scientifique, mais qui reste polysémique dans le champ universitaire. Il peut désigner les caractéristiques physiques d'un phénomène naturel potentiellement destructeur ou la possibilité que ce phénomène d'intensité donnée menace ou affecte une zone donnée. Dans ce second cas, l'aléa est défini à la fois par la probabilité d'occurrence spatiale et temporelle de ce phénomène ainsi que par son intensité dans une région donnée,.

## Définition de l'UNISDR
La stratégie internationale de prévention des catastrophes des Nations unies (en) (UNISDR) décrit l'aléa naturel comme un « processus ou phénomène naturel qui peut causer des pertes de vies humaines, des blessures ou d'autres effets sur la santé, des dommages aux biens, la perte de moyens de subsistance et de services, des perturbations socio-économiques, ou des dommages à l'environnement » en précisant que les risques naturels sont caractérisés par leur ampleur, leur intensité, leur vitesse d'apparition ou leur durée. Pour les cas où l'activité humaine augmente l'occurrence de certains risques au-delà de leur probabilité naturelle, l'UNISDR donne le terme d'aléa socio-naturel ainsi défini : « Phénomène qui résulte de l'augmentation de la fréquence de certains risques hydro-météorologiques et géophysiques, tels que les glissements de terrain, les inondations, la sécheresse, en interaction avec des phénomènes naturels tels que la dégradation des terres surexploitées et des ressources de l’environnement ».

## Aléa et risque naturels
C'est un concept très important dans l'étude des risques majeurs, en vue de l'aménagement des territoires. L'évaluation des caractéristiques de l'aléa (comme l'intensité, la proximité temporelle, la fréquence) ne laissent prévoir en rien des conséquences possibles aléatoires (victimes, destruction d'infrastructures, d'éléments naturels).

## Liste d'aléas naturels
- météorologiques : cyclone tropical, tornade, tempête, orage, pluie torrentielle, inondation, neige, avalanche, canicule, grand froid, verglas, etc.
- géologiques : séisme, tsunami (aléa à composante maritime), glissement de terrain, écroulement, éboulement, chute de pierres, coulée de boue, volcaniques (lahar, nuée ardente, coulée de lave), migration dunaire (en), etc.
- maritimes : forte houle (aléa à composante météorologique), submersion marine, érosion du littoral.

L'aléa de référence est un aléa naturel de niveau choisi de gravité qui permet de concevoir des aménagements techniques, des dispositifs de protection ou des moyens de secours.
En statistique, l'aléa naturel est l'erreur autour du résultat obtenu à partir de données observées.

## Relation entre aléa naturel et risque naturel
Combiné à l'exposition des enjeux et à leur vulnérabilité dans la zone étudiée, l'aléa naturel permet d'estimer le risque naturel qui la caractérise.
Risque = aléa × exposition des enjeux × vulnérabilité des enjeux